# 양한철
양한철은 실업팀인 롯데 자이언트에서 뛰었던 전 야구 선수다. 성남고 시절 팀의 에이스 투수로 활약했다.

## 출신 학교
- 성남고등학교
- 동국대학교

## 같이 보기
- 1976년 롯데 자이언트 시즌